# Ураж
Ураж — река в России, протекает в Рязанской области. Правый приток реки Пра.

## География
Длина реки составляет 18 км, площадь водосборного бассейна 100 км². Река Ураж протекает по сосново-берёзовым лесам. Устье реки находится у посёлка Лесохим в 99 км по правому берегу реки Пра.

## Данные водного реестра
По данным государственного водного реестра России относится к Окскому бассейновому округу, водохозяйственный участок реки — Ока от водомерного поста у села Копоново до впадения реки Мокша, речной подбассейн реки — бассейны притоков Оки до впадения Мокши. Речной бассейн реки — Ока.
Код объекта в государственном водном реестре — 09010102312110000026405.